# Polistes canadensis
Polistes canadensis (лат.) — вид общественных бумажных ос рода Polistes семейства Vespidae, обитающий в Неотропической зоне, от США до Аргентины и Бразилии (в Канаде отсутствует). Это примитивно эусоциальная оса, в основном хищный вид, он охотится на гусениц бабочек для обеспечения своей колонии, часто подкармливая развивающихся личинок нектаром. Самый широко распространённый американский вид рода Polistes, он заселяет многочисленные соты, которые выращивает круглый год.
Выходя весной из спячки, самки основывают гнёзда, построенные из растительного материала, такого как сухая трава и мёртвая древесина. Эти гнёзда не покрыты оболочкой и имеют шестиугольные ячейки, в которые откладываются яйца и развиваются личинки. Семья Polistes canadensis распределяет свою колонию на несколько сот и не использует эти соты повторно в качестве защитного механизма против паразитов, таких как моль. В среднем одна самка-королева с 9,1 соосновательницами обычно инициирует строительство новых сот и ячеек для формирования гнёзд. Чем больше соосновательниц в колонии, тем больше сот образуется. В среднем соты растут 15,4 дня и достигают размера 30,8 ячеек. Одна самка-королева осуществляет абсолютное доминирование над всеми остальными самками, часто используя боковые колебания брюшка и поглаживания, чтобы подавить агрессивное поведение своих соплеменников.

## Таксономия и филогения
Шведский зоолог Карл Линней описал этот вид в 1758 году. Видовой эпитет — это новолатинский термин canadensis, используемый для обозначения организмов, связанных с Канадой. Линней был дезинформирован о происхождении своего экземпляра, поскольку, несмотря на обширный ареал по всей Северной Америке, Polistes canadensis встречается на севере максимум только до южной Аризоны в США.

## Описание
И самцы, и самки Polistes canadensis имеют равномерно светлое или тёмное красновато-коричневое тело, иногда с головой и грудью более светлого оттенка. Ржаво-красноватый оттенок цвета тела дал этому виду красных бумажных ос их общее англоязычное (red paper wasp). Некоторые особи имеют также жёлтый вершинный край первого тергита. Крылья пурпурно-чёрные, а жилки и стигма чёрные или красновато-коричневые. Polistes canadensis — крупнотелая оса с длиной крыльев от 17,0 до 24,5 мм.
Гнёзда строятся из растительных волокон, таких как сухая трава и мёртвя древесина, которые, как и у других бумажных ос, смешиваются со слюной, чтобы создать водостойкие гнёзда из бумажного материала. Эти гнёзда не покрыты внешней оболочкой и имеют шестиугольные ячейки, в которые откладываются яйца и развиваются личинки. Растущая колония Polistes canadensis часто состоит из несколько сот, средний размер одного из них составляет 30,8 ячеек. В большой, зрелой, но все ещё растущей колонии может быть более 800 ячеек, распределённых между более чем 30 сотами. Соты на вертикальных (стены и стволы деревьев) и наклонных поверхностях (сучья деревьев) свисают с черешком на верхнем конце. Колонии на стволах деревьев имеют тенденцию добавлять вторичные соты над или под первым сотом, что приводит к линейному расположению. Напротив, гнёзда на горизонтальных поверхностях вдали от краёв (например, на потолке) имеют эксцентрические черешки с вторичными сотами, окаймляющими центральный первичный сот по полукруглому периметру. Ни один сот не имеет более одного черешка. Черешки в среднем 9,9 мм в длину. Когда соты достигают своего окончательного размера, взрослые осы часто могут переступать прямо с одного гребня на другой; среднее расстояние между черешками соседних гребней составляет 2,9 см. Хотя и редко, соседние соты иногда срастаются при соприкосновении.

## Распространение
Polistes canadensis широко распространён на большей части Неотропического региона, от Аризоны до Аргентины. Некоторые места обитания включают, в частности, Мексику, Гватемалу, Гондурас, Колумбию, Эквадор, Венесуэлу, Британскую Гвиану, Тринидад, Бразилию, Перу, Боливию и Парагвай. Гнёзда часто можно найти на человеческих постройках, таких как здания, в открытых местах обитания на стволах и крупных сучьях деревьев, а также в укрытых местах, таких как пещеры, навесы или под отслаивающейся корой.

## Защита
Соответствующие визуальные стимулы, такие как движение близлежащих крупных или тёмного цвета объектов, могут вызвать нападение Polistes canadensis, которые в тревоге налетают на объект, пытаясь его ужалить. Встревоженная оса может выпустить яд в гнездо; запах яда вызывает тревожные реакции у его соплеменников, снижает их порог к нападению и даже привлекает к тревоге больше членов семьи. Благодаря этому химическому способу передачи сигнала тревоги колония может быстро приготовиться с выдвинутыми жалами, чтобы защитить своё гнездо от хищников. Поскольку Polistes canadensis занимают несколько сот, не прикреплённых друг к другу, химическая сигнализация могла возникнуть как необходимая адаптация для более эффективной сигнализации в малонаселённом гнезде. Неизвестно, могут ли Polistes canadensis выделять яд в гнезде независимо от жалящего поведения, чтобы сообщить о тревоге соплеменникам. Хотя было замечено, что эти осы выдвигают жала независимо от выделения яда в гнезде, а одиночное выделение яда не наблюдалось. Polistes canadensis может выдвигать своё жало как часть оборонительной демонстрации (включает изгиб брюшка в сторону источника тревоги) или в процессе подготовки к ужаливанию.